# Данило Живаљевић
Данило Живаљевић (Котор, 2. септембар 1862 — Београд, 15. септембар 1934) био је српски писац, публициста и преводилац. 
После учествовања у Кривошијском устанку (1881—82) прешао је са Љубомиром Јовановићем и другим омладинцима у Србију, где је био порески чиновник и финансијски инспектор од 1888. до 1898. Основао је са Љ. Јовановићем, Св. Симићем и Ђ. Ђорђевићем) часопис Коло. Један је од оснивача Српске књижевне задруге (1892), последњи уредник часописа Јавор, уредник Видела органа напредњака, који су покушали да обнове Напредну странку (1921—23). У периоду 1920—21. потпредседник је београдске општине. 
Поред пропиведачких покушаја, путописа, приказа, опширно је писао о Марину Држићу, Андрији Качићу Миошићу, Динку Златарићу. Преводио је са италијанског.

## Галерија
- Насловна страна књиге Андрија Качић Миошић, словински песник (1893)
- Насловна страна Цвијете Зузорићеве и Доминка Златарића (1900)